# Сисерт
Сисерт (на руски: Сысерть) е град в Свердловска област, Русия. Населението на града към 1 януари 2018 година е 21 097 души.

## История
Селището е основано през 1732 година, през 1946 година получава статут на град.